# Amerila mauritia
Amerila mauritia är en fjärilsart som beskrevs av Stoll 1781. Amerila mauritia ingår i släktet Amerila och familjen björnspinnare. Inga underarter finns listade i Catalogue of Life.